# 大阪府北部地震
大阪府北部地震（おおさかふほくぶじしん）は、2018年（平成30年）6月18日7時58分に、日本の大阪府北部を震源として発生した地震。
地震の規模はMj6.1で、震源の深さは13キロメートル（ともに暫定値）。最大震度6弱を大阪府大阪市北区・高槻市・枚方市・茨木市・箕面市で観測した。
公的機関では「大阪府北部を震源とする地震」や「大阪府北部の地震」などと呼称されている。報道機関などでは「大阪北部地震」や「大阪地震」と表記されることもある。

## 地震のメカニズム
防災科学技術研究所によると、本震は西北西 - 東南東を圧縮面とする逆断層型。気象庁マグニチュード暫定値はMj6.1である。
その後の余震活動では地震活動域の全域で横ずれ断層型、北側で逆断層型というように混在した型の地震が発生している。
政府の地震調査委員会によると、発震機構および地震活動の分布から、震源断層は南北2つに分けられ、北側は東傾斜の逆断層、南側は南東傾斜の右横ずれ断層であったと推定される。
この地震は、新潟-神戸歪集中帯の南西部で発生した。震源の周辺には有馬-高槻断層帯や生駒断層帯、上町断層帯など複数の断層帯が存在するが、地震調査委員会は7月10日、これらの活断層が動いた証拠はないとの見解を示した。
大阪府付近の被害地震としては、兵庫県南部地震（1995年、Mj7.3）以来で、それ以前では河内大和地震（1936年、Mj6.4）、さらに遡ると、有馬-高槻断層帯が起震断層と推定されている慶長伏見地震（1596年、M7.5）がある。

## 地震動
| 震度 | 都道府県 | 観測点名 |
| ---- | -------- | --- |
| 6弱  | 大阪府   | 大阪北区茶屋町・高槻市立第2中学校・枚方市大垣内・茨木市東中条町・箕面市粟生外院 |
| 5強  | 大阪府   | 大阪都島区都島本通・大阪東淀川区北江口・大阪旭区大宮・大阪淀川区木川東・豊中市曽根南町・豊中市役所・吹田市内本町・高槻市桃園町・高槻市消防本部・寝屋川市役所・箕面市箕面・摂津市三島・交野市私部・島本町若山台 |
| 5強  | 京都府   | 京都中京区河原町御池・京都伏見区向島・京都伏見区久我・京都西京区大枝・亀岡市余部町・長岡京市開田・八幡市八幡・大山崎町円明寺・久御山町田井                                                                     |
| 5弱  | 大阪府   | 大阪福島区福島・大阪此花区春日出北・大阪港区築港・大阪西淀川区千舟・大阪東淀川区柴島・大阪生野区舎利寺・大阪国際空港・池田市城南・守口市京阪本通・大東市新町・四條畷市中野・豊能町余野・能勢町役場             |
| 5弱  | 京都府   | 京都伏見区竹田・京都伏見区醍醐・京都伏見区淀・京都西京区樫原・宇治市宇治琵琶・宇治市折居台・亀岡市安町・城陽市寺田・向日市寺戸町・京田辺市田辺・井手町井手・精華町南稲八妻・南丹市八木町八木                   |
| 5弱  | 滋賀県   | 大津市南郷 |
| 5弱  | 兵庫県   | 尼崎市昭和通・西宮市宮前町・西宮市平木・伊丹市千僧・川西市中央町 |
| 5弱  | 奈良県   | 大和郡山市北郡山町・御所市役所・高取町観覚寺・広陵町南郷 |

そのほか、関東地方の茨城県から九州地方の佐賀県までの広い範囲で震度1以上を観測した。震度6弱（計測震度5.6）を観測した枚方市大垣内では、900.4galの最大加速度を記録した。
| 階級 | 地方       | 地域                             |
| ---- | ---------- | -------------------------------- |
| 2    | 近畿       | 大阪府北部、兵庫県南東部、奈良県 |
| 1    | 近畿       | 滋賀県、京都府南部、大阪府南部   |
| 1    | 中国・四国 | 鳥取県西部、徳島県北部           |

地震当日に時事通信などマスメディア各社は「気象庁が1923年（大正12年）に観測を開始して以来、大阪府で震度6弱以上の揺れを観測したのは初めて」と報道した。しかし、この間に震度の観測法や観測点の密度は大きく変わっており、過去の地震で観測された震度などの情報と本地震を単純に比較することはできない。さらに、兵庫県南部地震（阪神・淡路大震災）では、大阪府に限定しても死者は31人、全壊家屋数895棟と、本地震より遥かに被害が大きかった。これは耐震補強が進んだからではなく、本地震では極短周期の0.5秒以下の地震動成分が卓越し、地動最大加速度を基に算出する現在の計測震度は極短周期成分が卓越する地震で高震度が出やすいためであった。すなわち兵庫県南部地震では建造物被害を引き起こす1-2秒の地震動成分が卓越していたが、本地震ではその成分は小さかった。

## 被害・影響

### 被災者数・件数

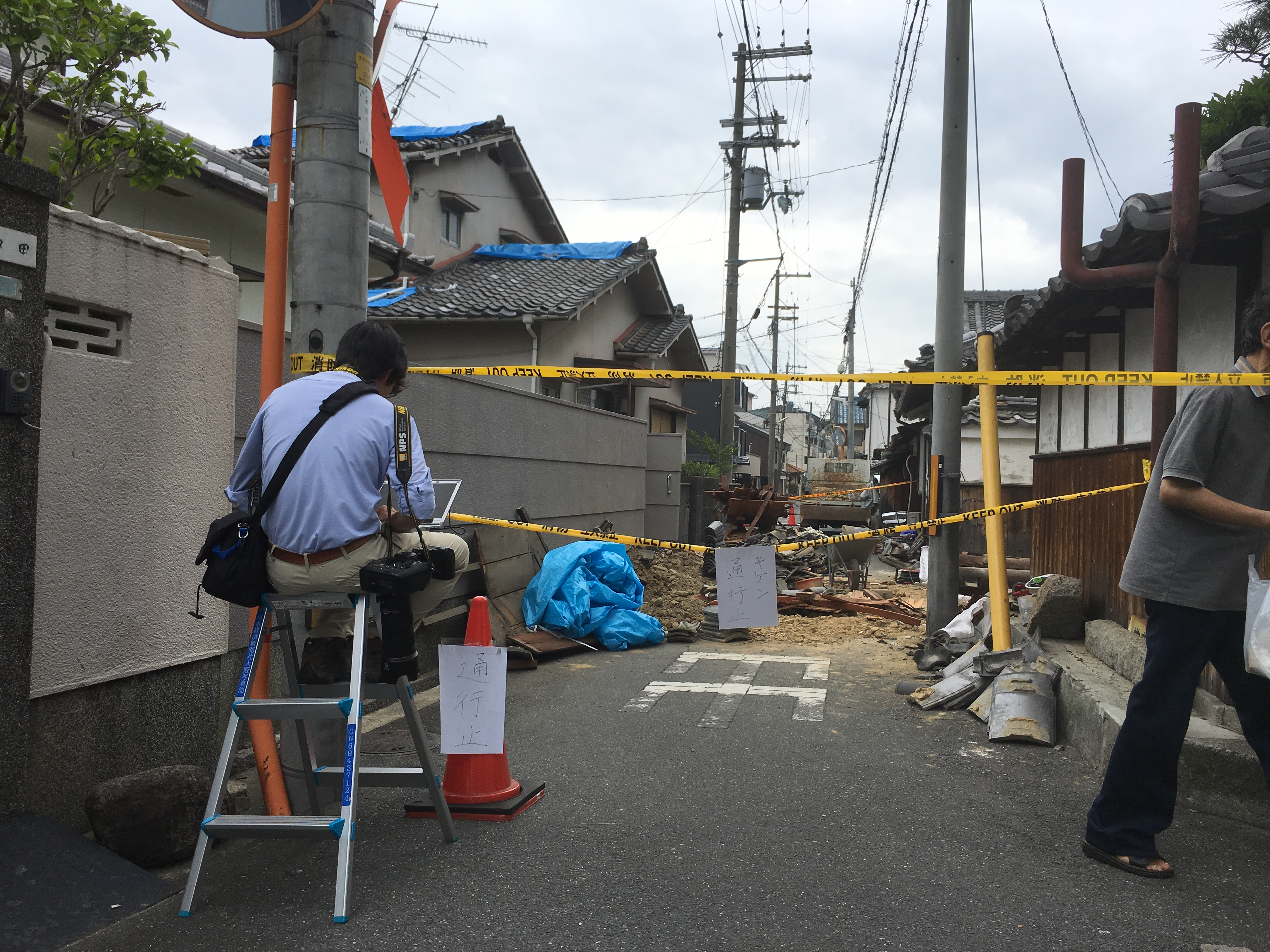
地震による路面の被害（茨木市）

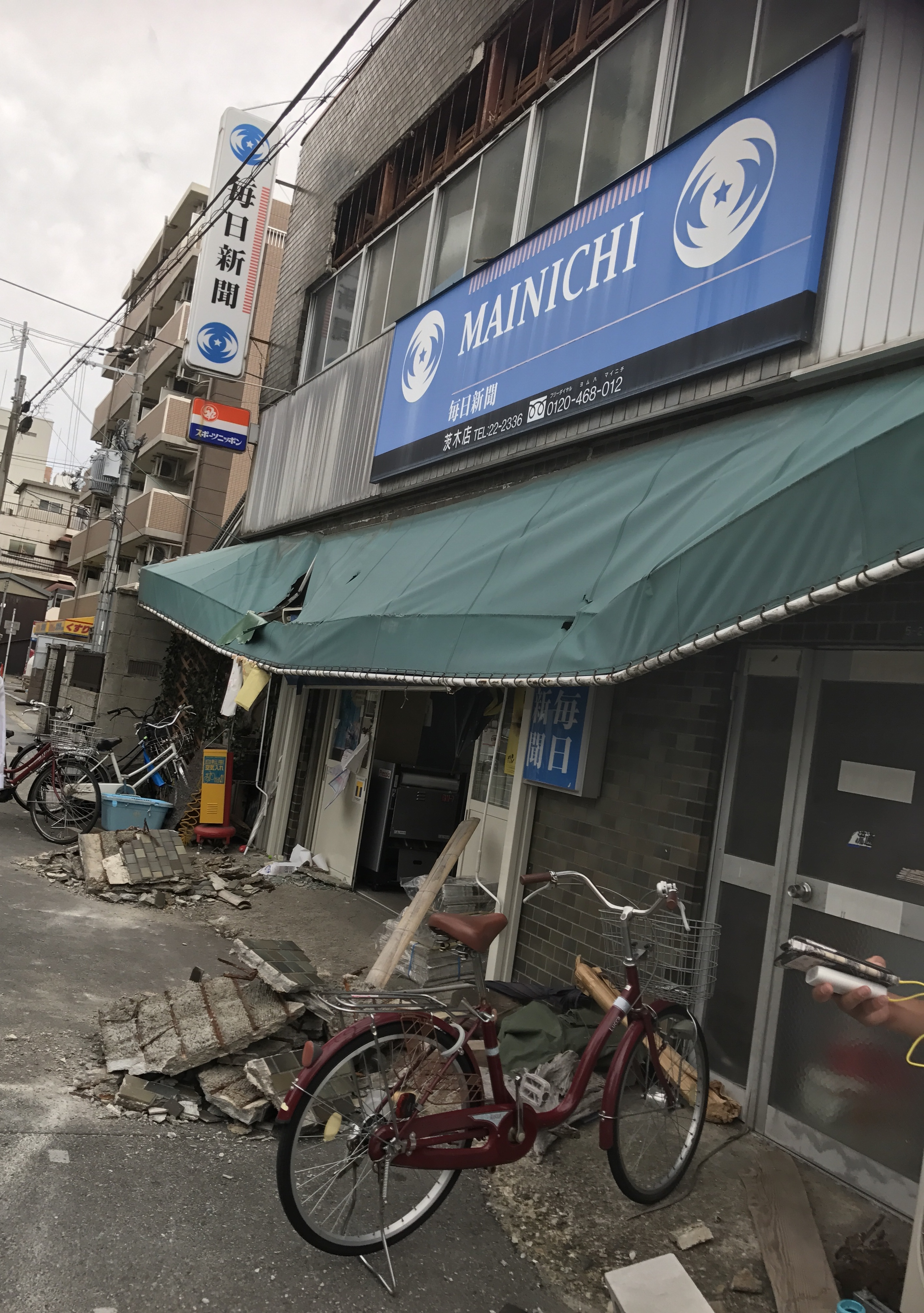
被害を受けた建物。瓦礫がまとめられている。茨木市竹橋町にて。

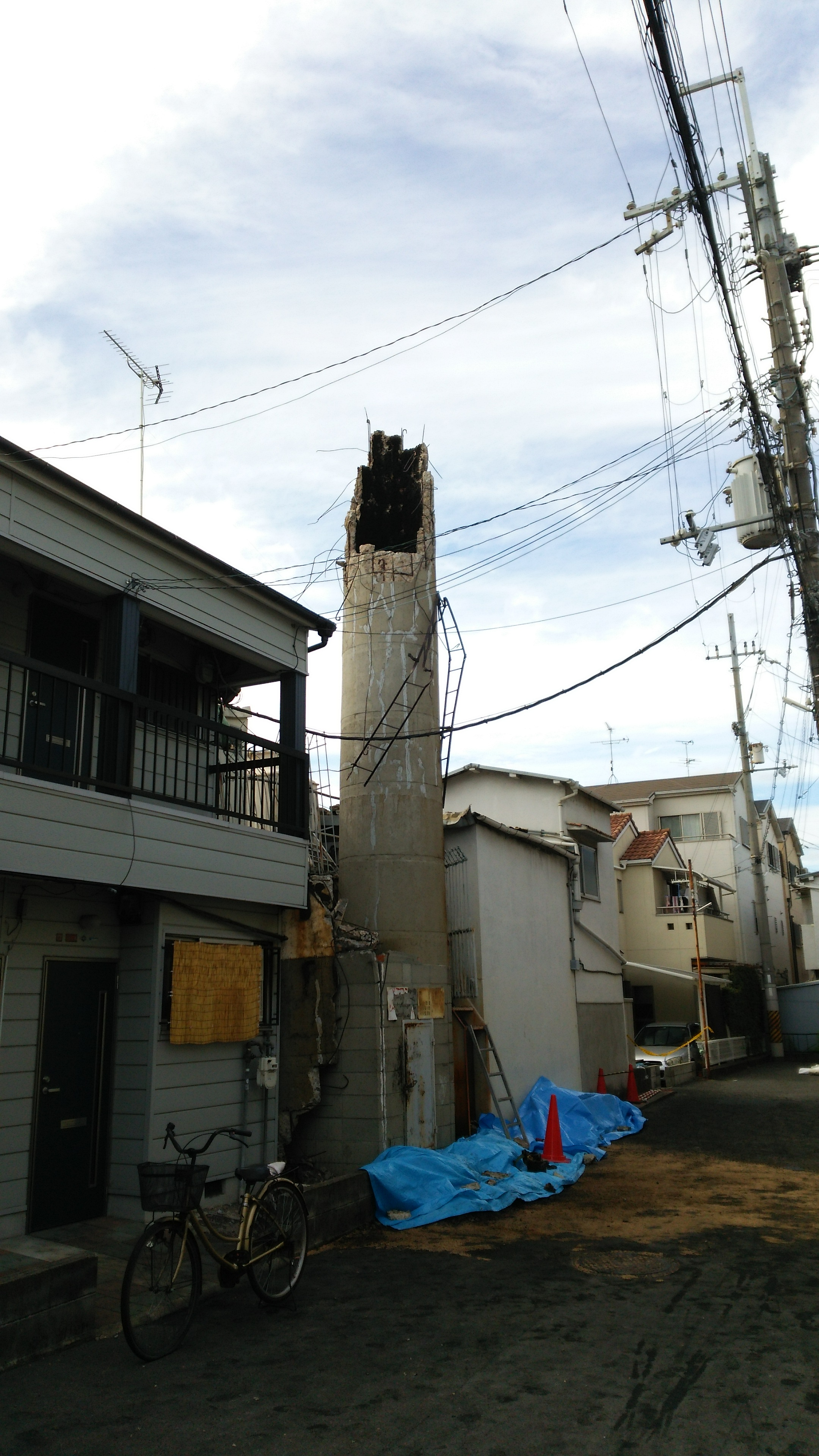
銭湯の煙突が途中で折れている。枚方市南中振

2019年8月20日までの総務省消防庁の集計によると、大阪府内で死者6人、2府5県で負傷者462人（うち重傷者62人）、住家の全壊21棟・半壊483棟・一部破損6万1266棟・床上浸水3棟・床下浸水3棟、火災は大阪府と兵庫県で7件確認されている。死者は高槻市および茨木市、大阪市、箕面市で発生している。このうち箕面市の1名は、地震で持病が悪化して地震当日に亡くなったもので、災害関連死に認定されている。
地震保険の支払額は10月11日時点で946億円を超え、東日本大震災、平成28年熊本地震に次いで第3位となった。
| 府県   | 人的被害 | 人的被害 | 人的被害 | 住家被害 | 住家被害 | 住家被害 | 住家被害 | 住家被害 | 非住家被害 | 非住家被害 |
| 府県   | 死者     | 重傷     | 軽傷     | 全壊     | 半壊     | 一部損壊 | 床上浸水 | 床下浸水 | 公共建物   | その他     |
| ------ | -------- | -------- | -------- | -------- | -------- | -------- | -------- | -------- | ---------- | ---------- |
| 三重県 |          | 1        | 1        |          |          |          |          |          |            |            |
| 滋賀県 |          |          | 3        |          |          | 5        |          |          |            |            |
| 京都府 |          | 1        | 24       |          | 9        | 3,424    |          |          | 24         | 19         |
| 大阪府 | 6        | 56       | 328      | 20       | 471      | 57,586   | 3        | 3        | 702        | 23         |
| 兵庫県 |          | 4        | 38       | 1        | 3        | 223      |          |          | 39         |            |
| 奈良県 |          |          | 5        |          |          | 28       |          |          | 8          | 1          |
| 徳島県 |          |          | 1        |          |          |          |          |          |            |            |
| 合計   | 6        | 62       | 400      | 21       | 483      | 61,266   | 3        | 3        | 773        | 43         |

### エレベーター
滋賀、京都、大阪、兵庫、奈良の5府県のエレベーター214基で閉じ込めがあったが、当日中にすべて救助された。
エレベーターの停止が長期化し、生活への影響が深刻になっている。ビル設備管理大手2社が把握しているだけでも計約3万4000基が停止した。
復旧の順序について、日本エレベーター協会によると、復旧を最優先するのはエレベーター内に閉じ込められた人の救出。次いで病院などの建物、行政機関が入る公共施設、高さ60 m以上の高層住宅の順で復旧を進め、一般のマンションは最後になるとしている。

### ブロック塀倒壊による死亡事故

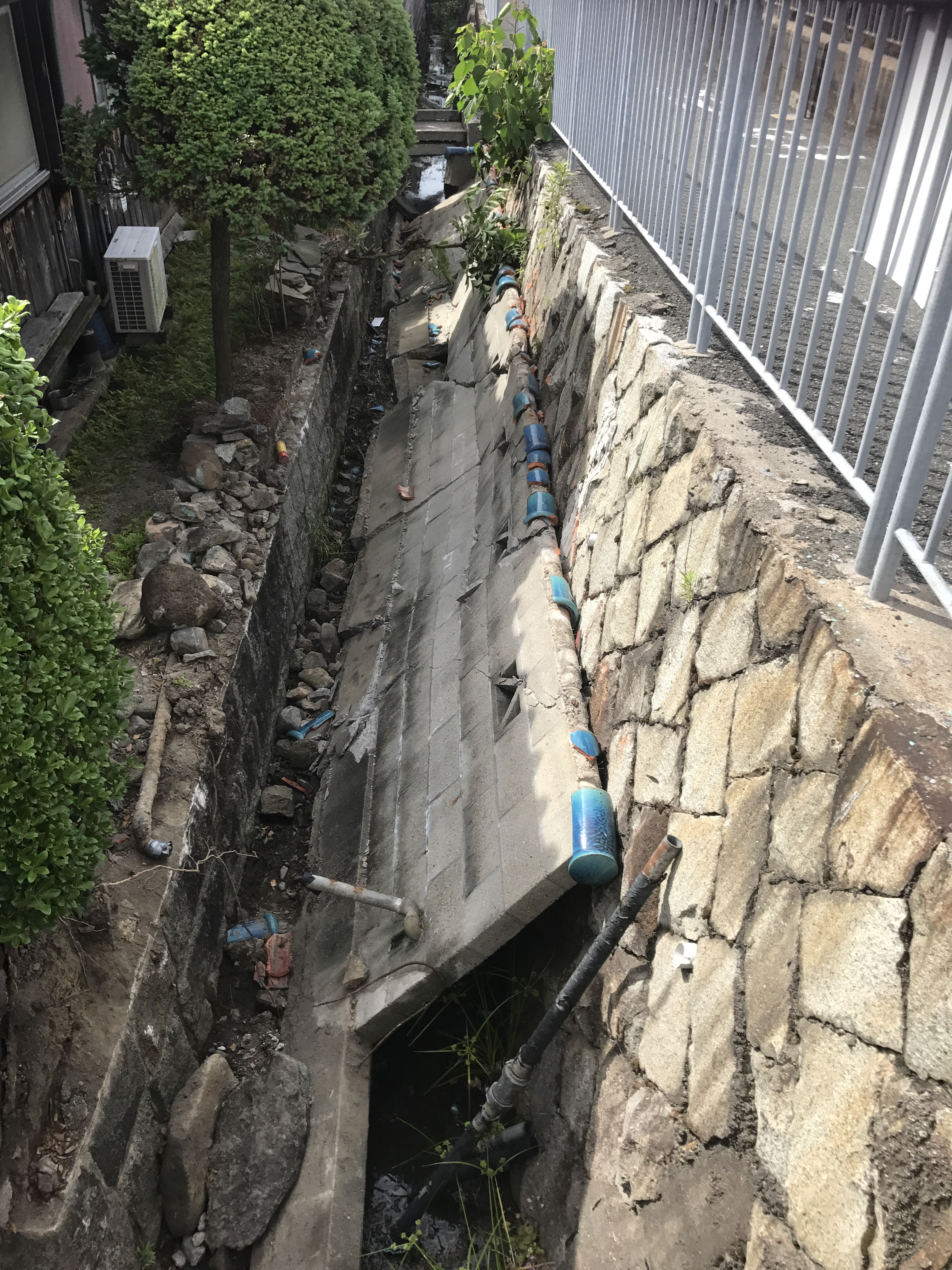
大阪府北部地震で倒壊したブロック塀（摂津市正雀にて）

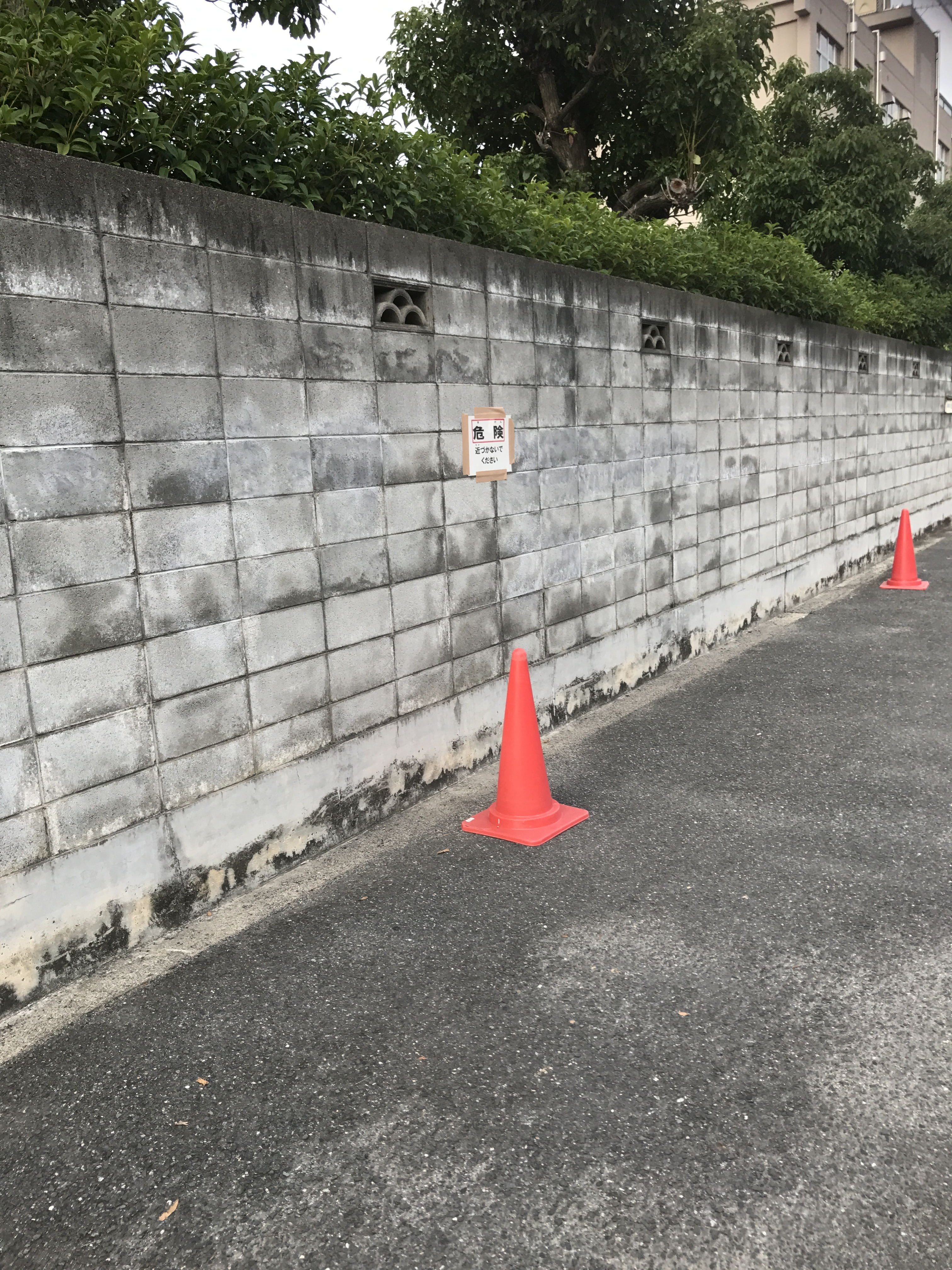
大阪府北部地震の影響を受けて撤去されるブロック塀（高槻市立松原小学校）

高槻市では、寿栄小学校のプール沿いのブロック塀が倒れ、登校途中の小学生が下敷きになって死亡した。倒壊した壁は、元々あった高さ1.9 mの壁の上に目隠し目的でブロックが8段分 (1.6 m) 積み上げられた部分だったため、建築基準法施行令によって定められたブロック塀の高さ基準2.2 m以内をはるかに超えていたうえ、高さ1.2 m以上のブロック塀に設置が求められている控壁もなかった。さらに、2015年11月に防災アドバイザーが壁の危険性を指摘していたにもかかわらず、同市教育委員会の職員2名が2016年2月に目視や打音による簡易検査で問題なしと判断していたことが判明した。これらのことを受け、高槻市長の濱田剛史は18日に記者会見で謝罪した。
大阪市東淀川区でも児童見守りに向かっていた男性が民家のブロック塀崩壊に巻き込まれ、死亡した。
高槻市の事故を受け、文部科学省は事故が発生した小学校に職員と専門家を派遣すると共に、全国の小学校・中学校設置者に対して敷地内のブロック塀についての緊急点検を実施するように緊急要請することを決定した。また、大阪府箕面市では「市内の公立の全小・中学校に設置されているブロック塀をすべて撤去する」方針を決定した。大阪府寝屋川市西小学校脇のブロック塀も、撤去工事が行われた。国土交通省住宅局建築指導課は、6月21日に一般建築物におけるブロック塀のチェックポイントを作成し、特定行政庁などに対してチェックポイントに基づいて安全点検を行うように通知した。
しかし地震からおよそ5年が経過した2023年6月にNHKが行った取材によると、大阪府内の小中学校の通学路上にあるブロック塀について行った点検で、約8,800か所が法令基準を超える高さや傾きのために「危険」とされたものの、撤去などの対策が確認されたものは約1,100か所にとどまっていることが判明した。また、約2,200か所が未対策であり、全体の半数以上の約5,500か所については対策の有無について自治体が把握していなかった。各自治体によると、多くの通学路上のブロック塀が私有地に設置されていることから、自治体での対応が困難であるとした。一方で、敷地内に危険なブロック塀が存在していた大阪府内の小中学校のうち、8割の学校では撤去が完了していた。
本地震のようにブロック塀の倒壊による被害が目立った地震として、ちょうど40年前（1978年6月12日）に発生した宮城県沖地震をあげることができる。この地震では、全体の死者28人のうち18人が圧死で、さらにそのうち10人はブロック塀の倒壊によるものであり、なおかつそれらはいずれも子供と高齢者であった。すなわち、大阪北部地震は40年前の教訓が生かされなかった事例となってしまった。

### ライフライン
関西電力では、18日8時20分時点で、大阪府内の約17万250戸、兵庫県内の約690戸で停電していたが、10時20分までにすべて復旧した。
本地震発生後、高槻市の道路や大東市の住宅街では上水道管が破裂して水が噴き出たことが確認され、高槻市・箕面市・茨木市・枚方市などでは断水や水の混濁が発生した。
大阪ガスでは、茨木市で6万4254戸、高槻市で4万5745戸、吹田市で1208戸、摂津市で744戸の合わせて11万1591戸を対象に、安全確保のために都市ガス供給を停止した。ガスの供給は地震から6日後の24日に全地域で復旧した。
地震発生から47分後の8時45分時点で、NTTドコモやNTT東日本・NTT西日本は、災害時優先電話の確保と輻輳防止のため、大阪方面への通話を制限していたが、同日12時までにほぼ解除した。

### 交通機関

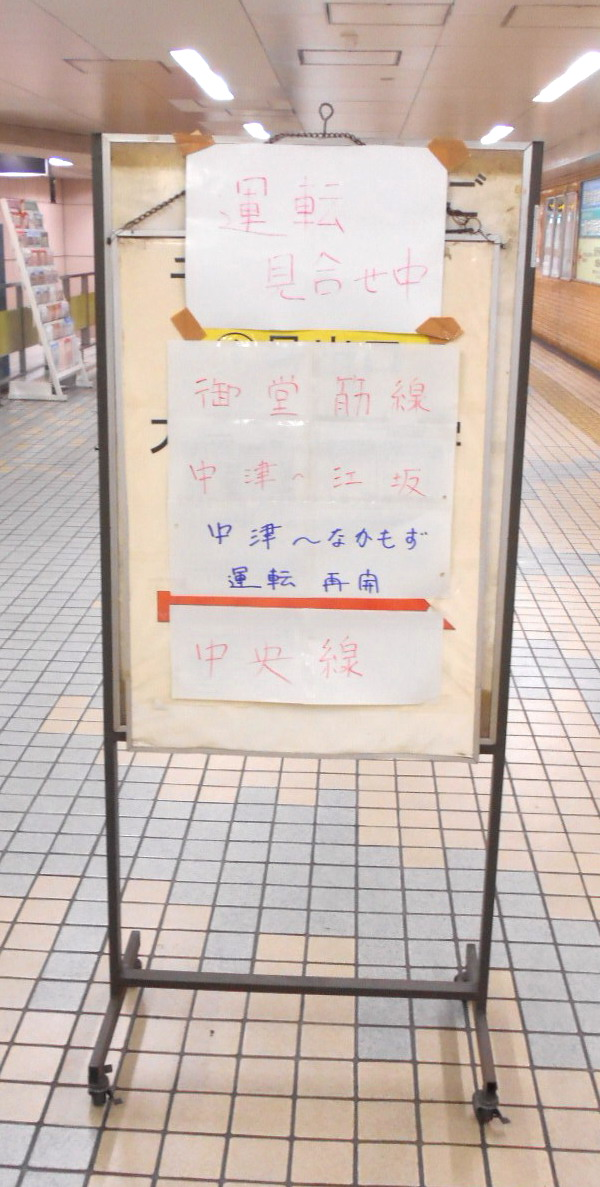
Osaka Metroの駅に掲示されていた御堂筋線・中央線・北大阪急行運転見合わせの張り紙

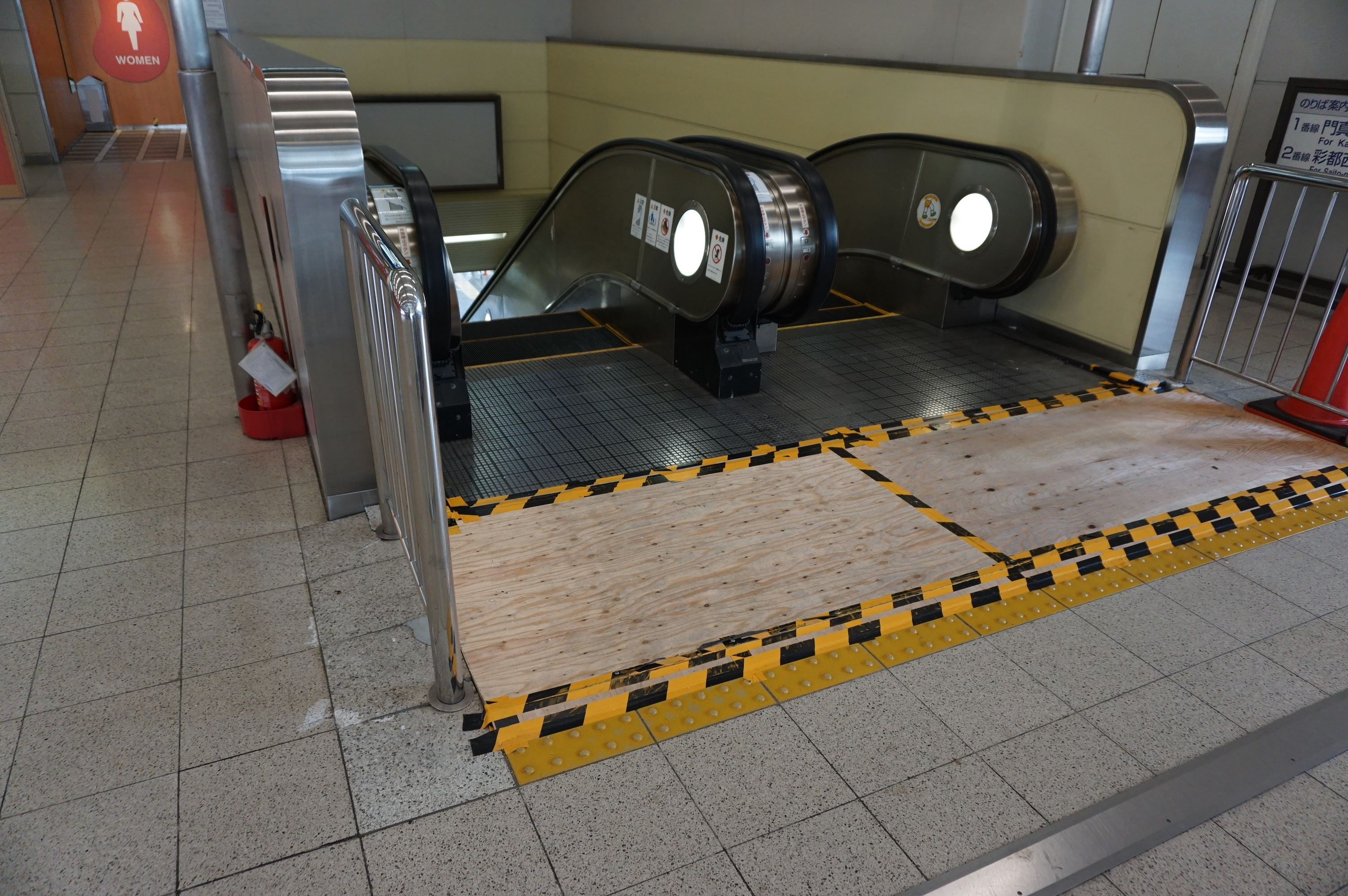
大阪モノレール万博記念公園駅で損傷したエスカレーター乗降口

地震発生当日は大阪府を中心とした関西地方の多くの交通機関が運転を見合わせたため、多くの帰宅困難者が発生、新淀川大橋は徒歩で帰宅する人で埋まった。
鉄道は、東海道新幹線が18日12時50分まで、山陽新幹線は14時過ぎまで一部区間で運転を見合わせた。在来線ではJR西日本とJR東海の大阪府・京都府・奈良県・兵庫県・滋賀県の2府3県内全ての鉄道路線で一時列車の運転を見合わせ、19日朝の始発までには2府3県のほぼ全線で運転を再開したが、一部では地震の影響が残った。その他の地域では、瀬戸大橋線でも岡山県内で緊急停止信号を受信し、特急などが多数運休した。
大手私鉄では阪急・南海・阪神・京阪が全線で、近鉄の一部路線で運転を見合わせたが、各社とも午後から夜にかけて運転を再開した。阪急京都本線では、茨木市駅のホームの電光掲示板が落下し、南茨木駅では駅舎損傷のため18日夜の運転再開後も全列車が通過扱いとなり、19日の利用再開後も一部の駅施設が使用停止となっている。阪急千里線は南千里駅でホームが一部損傷した。その他にも震度5強を観測した阪急京都本線大山崎駅、水無瀬駅でもホーム、エレベーター出口付近にひび割れなどの被害が出た。Osaka Metro御堂筋線・北大阪急行では、新大阪駅 - 東三国駅間及び江坂駅 - 緑地公園駅間と江坂駅構内の第三軌条が落下した。また、震度5弱を観測したOsaka Metro中央線朝潮橋駅付近では第三軌条がずれた。大阪モノレールでは万博記念公園駅での分岐器故障のため、18日・19日の2日間にわたって全線で終日運休となった。モノレールは上空に設備があるため復旧に時間を要し、全線での運転再開は23日の始発からとなった。23日の大阪モノレールの全線運転再開により、京阪神の鉄道網はすべて復旧した。なお、大阪モノレールは翌24日、地震の影響によるものとみられる車両の不具合が発見されたため、再び全線で運転を見合わせ、25日から本数を減らして運転再開した。
バスは、京阪バスのダイレクトエクスプレス直Q京都号など、京阪神地区とを結ぶ多くの高速バスが18日には運休した。
航空路線は、18日18時時点で、大阪空港を発着する計82便（出発便41便・到着便41便）が欠航し、関西空港では国際線出発便13便などに最大3時間の遅延が発生したが、いずれも翌日までには回復した。関西空港では天井や壁面に小規模な被害があった。
都市高速道路は、阪神高速道路の全線、高速道路は、NEXCO西日本の一部区間で 通行止となっていたが、18日13時ごろまでに全て解除された。また、名神高速道路吹田ICから豊中ICの区間で橋との接続部の路面の盛り上がりが確認され走行車線が規制されている。

### 医療機関
国立循環器病研究センターでは、入院患者から負傷者が発生したほか、屋上の水タンクの破損による上層階への浸水などの被害が発生。非常用電源設備も浸水し関西電力より電力車が派遣された。自衛隊による災害派遣支援を受けるものの、19日までの外来診療・手術が取りやめになったほか、患者の転院や自主退院が発生した。他の病院などでも、医療用ガス不足や職員不足などによる病院機能低下が報告されている。DMATについても大阪府・京都府が自県活用を行っているほか、大阪府が近隣府県からの派遣要請を準備していた。災害時の心のケアを担当するDPATについては20日までに待機解除となり、必要に応じて大阪府DPATが準備待機をとれるよう実施している。

### スポーツ・イベント
地震の影響により、6月18日にJ-GREEN堺で開催予定であった第71回近畿高等学校サッカー選手権大会決勝戦につき、男子は試合を中止し大阪桐蔭高等学校と阪南大学高等学校の両校を優勝とし、女子は全国高校総体の組み合わせ抽選に影響が生じることから、日ノ本学園高等学校と大阪学芸高等学校の試合を6月25日に延期した。
Jリーグ・ガンバ大阪は、同クラブが指定管理者を務めるホームスタジアム、パナソニックスタジアム吹田のシャワールームを、6月22日から30日の13時から20時の間、被災者に無料開放し、同クラブ選手会が石鹸、シャンプー、リンスなどを提供する一方、J3リーグに参加しているガンバ大阪U-23が23日に近隣の万博記念競技場で開催予定だったホームゲーム、対ザスパクサツ群馬戦を延期した。
公営競技では、京都向日町競輪場では観覧席の窓ガラスが損傷などしたため、6月19日からの4日間開催及び松山競輪場の場外車券発売を中止とした。尼崎競艇場ではこの地震で排水管に亀裂が発生したことにより水漏れが発生し、場内の機器が使用不可能に陥り、また関係者室も物が崩れ落ちるなどの被害が発生したため、同日以降の開催節最終日までのレースを中止し、次節の6月26日 - 7月1日の開催も中止を決定した。
将棋の棋戦でも、6月19日に大阪・関西将棋会館で対局が予定されていた第77期順位戦C級1組1回戦森下卓九段対藤井聡太七段を含む8局が地震の影響により延期された。また、関西所属の棋士3名（船江恒平六段・阪口悟五段・都成竜馬五段）もその日に東京・千駄ヶ谷の将棋会館での対局が予定されていたが延期された。

### 寺社

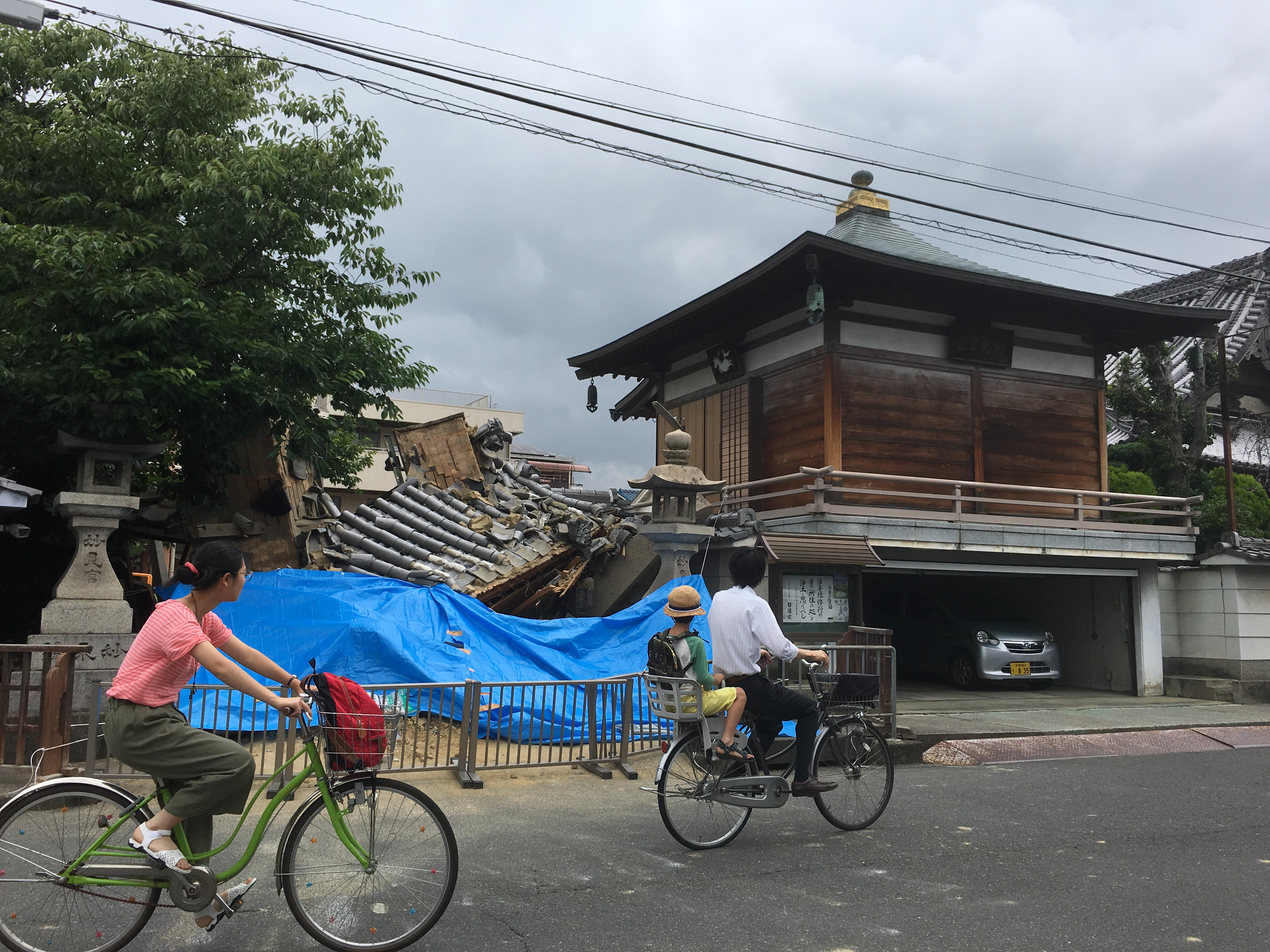
地震で倒壊した妙徳寺の門（茨木市）

古都京都の文化財や古都奈良の文化財として世界遺産に登録されている西本願寺・東大寺・平等院鳳凰堂などの文化財、石清水八幡宮（国宝）などにおいて破損や倒伏などの被害が生じた。

### 文化施設
吹田市の国立民族学博物館が建物の被災による安全確保と展示物整理の観点から臨時休館を決定した。そして9月13日に一部公開、10月中旬に全面公開する予定と決定した。
吹田市の大阪日本民芸館は施設と展示品の一部に破損が確認されたため6月18日、19日と21日以降に休館したが、6月30日に通常開館を決定した。
吹田市の万博記念公園では施設の一部が地震により破損したため、18日から当面の間臨時休園とする措置を執った。なお、同公園の象徴たる『太陽の塔』の公開については安全が確認されたとして6月21日より公開を再開している。

### 企業の対応
停電の影響で在阪の金融機関の一部支店で臨時休業が相次ぎ、またATMも使用できなくなったが、基幹決済には影響は無かった。交通機関の乱れや設備の損傷などにより、大阪圏のデパートなど商業施設は18日に多くが臨時休業した。一部は19日まで休業し、一般の店舗でも18日には臨時休業が相次ぎ、または一部フロアの営業を中止した。
パナソニック、ダイハツ工業、江崎グリコやサントリーウイスキー山崎蒸溜所などの工場も18日には操業を停止し復旧対応に追われた。ららぽーとEXPOCITYは18 - 19日に営業休止し、21日も休業となった。
大手牛丼チェーン店の吉野家では、地震発生と同時に大阪ガスからのガス供給が停止したことにより、米が炊けなくなったため、大阪府内の41店舗で営業を休止した。

## 行政の対応
気象庁
地震検知から3.2秒後の7時58分41.9秒に緊急地震速報（警報）を大阪府・京都府・滋賀県・奈良県の全域、兵庫県の南部と淡路島、三重県の中部と北部、福井県の嶺南地方、和歌山県の北部、香川県の東部に発表した。
緊急地震速報を発表した際、震源近くの市町村ではS波が到着していた。
内閣府
地震発生直後、災害対策室を設置。また、安倍晋三内閣総理大臣（当時）は総理大臣官邸で記者団に対してコメントを発表し「早急に被害状況を把握し、被災者の救助救命に全力を挙げ、政府から正確な情報を国民に伝えることを政府内に指示いたしました」と語った。
防衛省・自衛隊
地震発生直後に防衛省災害対策本部を設置し、防衛大臣指示を実施した。地震発生後より付近の基地・駐屯地から陸・海・空の各自衛隊機11機が離陸し上空からの情報収集を実施したほか、地方自治体にLO（連絡幹部）派遣が行われた。18日12時に大阪府知事から陸上自衛隊第3師団長に対して災害派遣要請があり、伊丹駐屯地第36普通科連隊・千僧駐屯地第3後方支援連隊から給水車が派遣された。
大阪ガスのプレスリリース「都市ガス供給の復旧見通しなどについて（第五報）」によると、都市ガスの復旧見通しに1週間程度を要することから、ガス供給停止戸数の最も多い茨木市と、高槻市において入浴支援が行われた 。
その後の6月26日21時30分、松井一郎大阪府知事（当時）より撤収要請がなされた。
総務省消防庁
総務省消防庁では地震発生と同時に消防庁長官を長とする災害対策本部（第3時応急体制）を設置し、大阪府庁と大阪市消防局に職員を派遣したほか、近畿ブロックの緊急消防援助隊に対して出動を要請した。そのほか、大阪府では被害の大きかった12市1町に対して災害救助法の適用を発表した。
警察庁
地震発生直後、警備局長を長とする災害対策本部を設置した。大阪府警察・京都府警察を始め、近隣の各県警察の航空隊ヘリが情報収集を実施したほか、近畿・中部の管区警察局を通し、各県警察に広域緊急援助隊の待機を指示した。
教育機関
地震発生当日の18日は、大阪府で1012校、京都府で321校、兵庫県で109校、奈良県で102校、和歌山県で6校、滋賀県で2校の計1552校が休校し、その他の学校も午前中授業や短縮授業となった。翌19日は吹田市、高槻市、茨木市、摂津市、島本町、枚方市の小中学校が臨時休校した。

## 支援活動
日本財団は地震発生日の午後より、被災地に対しての支援活動を開始し、同時に地震被災地への支援金の寄付の受付を開始した。その4日後の22日には日本赤十字社も地震被災地への義捐金の寄付の受付を開始した。
ジャパネットホールディングスは7月13日にテレビ・ラジオ・インターネット通販で防災グッズを販売し、その売上のすべてを大阪府北部地震および平成30年7月豪雨の両被災地に寄付すると発表した。最終的な寄付金額は約1億5500万円。